# 羽鳥尹承
羽鳥 尹承（はとり ただつぐ、1940年 - ）は、日本の物理学者。専門はプラズマ、核融合。名古屋大学助教授、九州大学、文部省核融合科学研究所元教授、神奈川大学理学部元教授。

## 経歴
- 1940年東京に生まれる1964年東京大学理学部物理学科卒業1969年東京大学理学系大学院物理学専攻博士課程修了1970年名古屋大学プラズマ研究所助手1991年文部省核融合科学研究所教授、1994年度九州大学,核融合科学研究所・理論・シミュレーション研究所教授、2000年神奈川大学理学部教授。その後非常勤講師。

## 研究/受賞
- 「GRAPEを使った非線形現象の計算機シミュレーション」神奈川大学理化学研究所の特別研究員　八柳祐一等との共同研究
- 「核融合プラズマ輸送理論における新手法開発のための研究」研究代表者羽鳥尹承1987年　名古屋大学

等

## 著作・文献
- 「力学 (物理学教科書シリーズ) 」 産業図書　1995/12